# میشل بستوس
میشل فرناندس بستوس (پرتغالی: Michel Fernandes Bastos؛ زادهٔ ۲ اوت ۱۹۸۳) بازیکن فوتبال اهل برزیل است.
از باشگاه‌هایی که در آن بازی کرده‌است می‌توان به فاینورد، اتلتیکو پارانائنزه، گرمیو، فیگیرنسه، لیل، لیون، شالکه ۰۴، العین، رم، سائو پائولو و پالمیراس اشاره کرد.
این بازیکن همچنین بین سال‌های، ۲۰۰۹ تا ۲۰۱۰ برای تیم ملی فوتبال برزیل، ۱۰ بار به میدان رفته‌است.